# Venturia inaequalis
Venturia inaequalis è un Ascomicete che colpisce piante ornamentali e da frutto; in particolare, causa la ticchiolatura del melo.

## Sistematica
Gli anamorfi di Venturia inaequalis sono stati descritti con i nomi di Fusicladium dendriticum e di Spilocaea pomi. Se V.inaequalis è una singola specie o contiene diverse specie criptiche è stato tema di dibattito per molto tempo. Recenti studi genetici hanno rivelato una considerevole uniformità della specie. Inoltre, il fungo Fusicladium pyracanthae o Spilocaea pyracanthae, un parassita della Pyracantha, non è geneticamente diverso da V.inaequalis, essendone quindi una forma specifica.

## Morfologia
Venturia inaequalis è caratterizzata da micelio settato, molto ramificato, di colore olivaceo che tende al marrone con l'invecchiamento. Da ammassi cellulari prendono origine i conidiofori che portano, apicalmente, i conidi. Questi ultimi (dimensioni di 6-9 x 12-22 µm) possono essere costituiti da una o due cellule, sono piriformi e di colore bruno.
Gli ascocarpi, che costituiscono I corpi fruttiferi del fungo sono pseudoteci, solitari ed immersi nelle foglie morte della pianta ospite. Gli pseudoteci hanno forma sferica o subsferica e caratterizzati da numerosi peli neri in corrispondenza dell'apertura, detta ostiolo. All'interno degli pseudoteci sono presenti gli aschi, lunghi 60 µm contenenti 8 ascospore aploidi. Il corredo cromosomico aploide di Venturia inaequalis è sette.

## Ciclo vitale ed epidemiologia
Il ciclo infettivo inizia in primavera, quando le condizioni di temperatura e umidità favoriscono il rilascio in atmosfera delle ascospore e dei conidi. Negli ambienti freschi–umidi dell'Italia settentrionale, le infezioni primarie sono costituite prevalentemente da ascospore il cui rilascio avviene per lo più di giorno.
La germinazione delle ascospore e dei conidi avviene grazie alla presenza di un velo d'acqua sulla superficie dell'organo vegetale colpito. Inizialmente, si ha la produzione di un appressorio che permette l'adesione alla superficie dell'ospite; in seguito si osserva la formazione di un tubulo germinativo con successivo sviluppo di un'ifa primaria. L'ifa penetra attraverso la cuticola e si sviluppa tra quest'ultima e lo strato di cellule epidermiche sottostante. Questo sollevamento della cuticola causa le tipiche bollosità fogliari della ticchiolatura.
Dalle infezioni conidiche o ascosporiche primarie si originano nuove ascospore e conidi che andranno a costituire l'inoculo per le infezioni secondarie.
L'approfondimento intercellulare di Venturia inaequalis continua nelle foglie cadute che garantiscono la conservazione dell'inoculo durante il periodo invernale. Durante questa fase saprofitaria si ha, tramite riproduzione sessuale, la formazione degli ascocarpi che assumono la forma di pseudoteci e garantiscono la presenza dell'inoculo a primavera. Gli ascocarpi sono visibili con una lente osservando in trasparenza le foglie morte. In primavera, temperature attorno ai 20 °C ed elevatà umidità sulle foglie sono condizioni ottimali per la maturazione finale degli ascocarpi e la liberazione delle ascospore.
L'inoculo può conservarsi anche come micelio, nelle lesioni dei tessuti legnosi. In questo caso però non ci sarà riproduzione sessuale ma produzione di conidi infettivi in primavera.

### Previsione delle infezioni
I periodi più pericolosi per lo sviluppo di infezioni di ticchiolatura sono quello della fioritura e quello immediatamente successivo, dove si hanno condizioni di umidità e temperatura ideali per il patogeno. Ulteriori attacchi possono aversi a fine estate con sviluppo di lesioni sui frutti.
Siccome è fondamentale intervenire tempestivamente per arginare danni più gravi, sono stati sviluppati modelli previsonali, anche informatizzati, per stabilire la probabilità di sviluppo di un'infezione di ticchiolatura. Il più utilizzato è la tabella di Mills – La Plante, che permette di stabilire, in base alla temperatura, il numero di ore di bagnatura fogliare necessarie per avere un'infezione di ticchiolatura di entità lieve, media o grave.
Gli attuali metodi basati su software previsionali consentono di avere una stima del rischio infettivo molto più precisa rispetto alla tabella di Mills, che rimane però di indubbia utilità per il suo utilizzo immediato.
La tabella di Mills - La Plante
|                | Ore di bagnatura per sviluppo di un'infezione | Ore di bagnatura per sviluppo di un'infezione | Ore di bagnatura per sviluppo di un'infezione |
| -------------- | --------------------------------------------- | --------------------------------------------- | --------------------------------------------- |
| Temperatura °C | Infezione lieve                               | Infezione media                               | Infezione grave                               |
| 5              | 37                                            | 48                                            | 53                                            |
| 6              | 26                                            | 34                                            | 51                                            |
| 7              | 21,5                                          | 27                                            | 40                                            |
| 8              | 18                                            | 23                                            | 34                                            |
| 9              | 15,5                                          | 20,5                                          | 30                                            |
| 10             | 14                                            | 19                                            | 28                                            |
| 11             | 12,5                                          | 17,5                                          | 26                                            |
| 12             | 11,5                                          | 16                                            | 24                                            |
| 13             | 10,5                                          | 14                                            | 22,5                                          |
| 14             | 10                                            | 13                                            | 21                                            |
| 15             | 9,5                                           | 12,5                                          | 20                                            |
| 16             | 9                                             | 12,5                                          | 19                                            |
| 17             | 9                                             | 12,5                                          | 18                                            |
| 18             | 9                                             | 12,5                                          | 18                                            |
| 19             | 9                                             | 12,5                                          | 18                                            |
| 20             | 9                                             | 12,5                                          | 18                                            |
| 21             | 9                                             | 12,5                                          | 18                                            |
| 22             | 9                                             | 12,5                                          | 18                                            |
| 23             | 9                                             | 12,5                                          | 18                                            |
| 24             | 9,5                                           | 12,5                                          | 19                                            |
| 25             | 10,5                                          | 14                                            | 21                                            |

## Sintomi

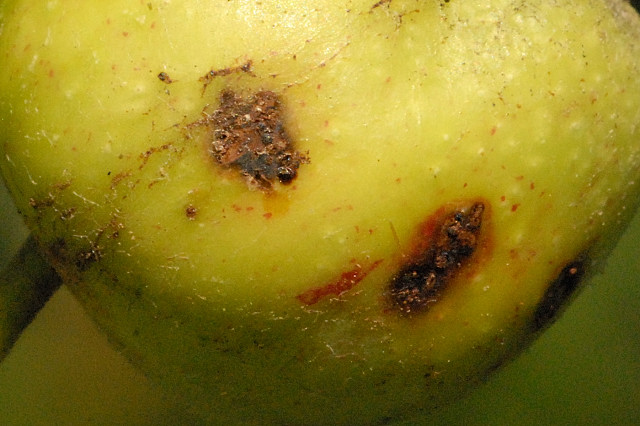
Segni di ticchiolatura su frutto

La ticchiolatura può colpire le foglie, i germogli, i frutti ed occasionalmente anche i rami. Gli attacchi possono verificarsi sia in campo che in magazzino.
I sintomi si manifestano sulla pagina superiore delle foglie come macchie decolorate distribuite irregolarmente; in seguito, assumono una colorazione brunastra e contorni più definiti. Tali macchie, di colore più scuro, sono osservabili anche sulla pagina inferiore. Inizialmente sono poco percettibili, ma con l'avanzare della stagione tendono a confluire e a ricoprirsi di una muffa brunastra, di aspetto polverulento. Possono essere presenti bollosità e deformazioni che possono causare lacerazioni e spaccature se l'attacco avviene su foglie giovani. Le foglie ticchiolate sono quindi soggette a disseccamento e a caduta precoce.

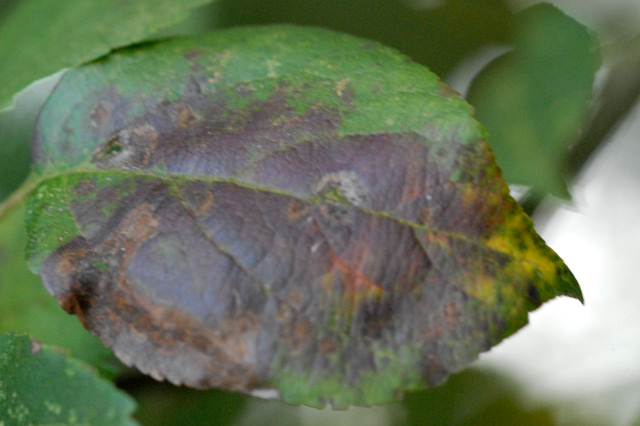
Segni di ticchiolatura su foglia di melo

Le gemme colpite a fine stagione presentano macchie scure di dimensioni ridotte, mentre sui rami i sintomi sono visibili da fine giugno, sotto forma di pustole di pochi mm di diametro, di forma ovale o rotonda che in inverno o nella primavera successiva si spaccano, mettendo in mostra un ammasso di micelio compatto. Tale sintomatologia è però poco comune.
Sui fiori l'attacco può manifestarsi come lesioni brunastre dei tessuti, provocandone la colatura.
Sui frutti,  compaiono dapprima macchie puntiformi, bruno-olivastre, con forma rotondeggiante e aspetto vellutato in superficie. Nella parte centrale di queste macchie sono visibili, come una polverina brunastra, gli elementi riproduttivi agamici del fungo.  Gli stadi giovanili sono quelli più vulnerabili; un attacco in questa fase può portare a suberificazioni, malformazioni, fessurazioni, aspetto rugoso e spaccature superficiali, causando inoltre la cascola precoce. Gli attacchi tardivi danno origine a lesioni meno estese, di colore marrone – nerastro, con un bordo bianco sottile dovuto al sollevamento della cuticola. Questo può portare a lesioni del frutto che consentono l'ingresso di microrganismi agenti di marciumi. In magazzino possono manifestarsi sintomi di ticchiolatura anche a temperature prossime a 0 °C, partendo da preesistenti infezioni incominciate in campo. Una successiva diffusione è però un evento raro.

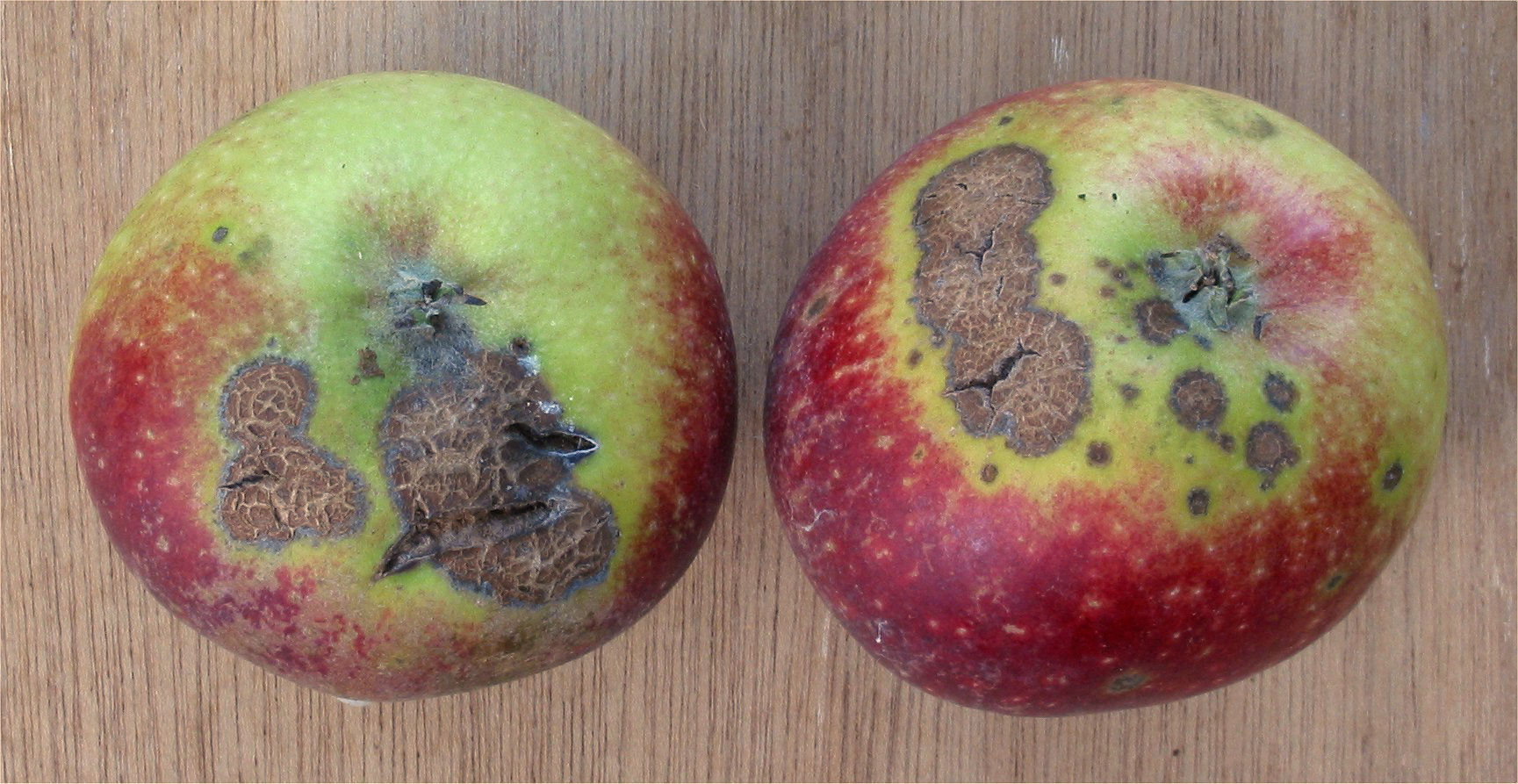
Grave attacco di ticchiolatura su frutti

## Lotta
Strategie preventive
È consigliabile, prima di ricorrere alla difesa chimica, attuare strategie preventive che consentono di limitare la gravità degli attacchi del patogeno.
A questo proposito, risulta particolarmente utile:
- limitare la presenza di fogliame caduto: il fungo sverna nelle foglie cadute, quindi la loro eliminazione riduce il potenziale di inoculo in primavera. Siccome la raccolta del fogliame caduto può risultare difficoltosa in un frutteto, si può optare per concimazioni azotate autunnali, letamazioni o distribuzione di compost. Tali pratiche favoriscono l'attività microbiologica del suolo e quindi la rapida degradazione delle foglie infette. È anche possibile eseguire un'aratura al fine di interrare le foglie cadute
- riduzione della bagnatura fogliare: è necessario garantire una buona aerazione all'interno della chioma dell'albero tramite potature e sistemi d'allevamento adeguati; la concimazione deve garantire uno sviluppo equilibrato della pianta evitando un'eccessiva fittezza del fogliame
- scelta varietale: sempre considerando le caratteristiche pedoclimatiche della zona e i canali commerciali si può indirizzare la scelta varietale verso cultivar che presentano una minor sensibilità alla ticchiolatura

Lotta chimica
La lotta chimica nei confronti della ticchiolatura del melo è spesso molto onerosa sia in termini economici che per i risvolti ecologici e di sicurezza alimentare causati dai 15-20 trattamenti annui normalmente necessari.
In genere la lotta comincia con il primo volo delle ascospore e prosegue fino a giugno, per proteggere la pianta dalle infezioni primarie. Se vengono rilevati attacchi su foglie e frutti è opportuno proseguire ulteriormente i trattamenti fino alla raccolta. La metodologia di intervento può essere distinta in:
- a turno fisso: cadenzati ogni 6-7 giorni
- a turno biologico: gli interventi sono effettuati in seguito alle piogge ritenute infettanti in base alla tabella di Mills

Il metodo a turno biologico consente una riduzione del numero dei trattamenti chimici con conseguente minor impatto ambientale. Tale metodo richiede però un'attenta valutazione del momento più idoneo per effettuare l'intervento; a questo proposito il volo delle ascospore può essere monitorato con appositi apparecchi captaspore; in seguito gli interventi vengono eseguiti con riferimento alla tabella di Mills.
Tra i più importanti principi attivi impiegabili contro la ticchiolatura, ricordiamo:
- Mancozeb
- Rame
- Triazoli
- Inibitori della biosintesi degli steroli (I.B.S.)
- Strobilurine

Dagli anni ‘90 i fungicidi I.B.S. (inibitori della biosintesi degli steroli, classe di fungicidi ampiamente utilizzata in agricoltura) sono stati affiancati dalle strobilurine in particolare da trifloxystrobin e kresoxim-methile; tuttavia non sempre gli attacchi del patogeno sono efficacemente contenuti entro i limiti di accettabilità economica per il frutticoltore. In particolare si sono osservati fenomeni di sviluppo di resistenze da parte del fungo verso le strobilurine, dovute a mutazioni nel genoma fungino che ne riducono la sensibilità.